# Грачі (Городищенський район)
Грачі (рос. Грачи) — хутір у Городищенському районі Волгоградської області Російської Федерації.
Населення становить 1000  осіб. Входить до складу муніципального утворення Грачовське сільське поселення.

## Історія
Хутір розташований у межах українського історичного та культурного регіону Жовтий Клин.
Згідно із законом від 14 травня 2005 року № 1058-ОД органом місцевого самоврядування є Грачовське сільське поселення.

## Населення
| 2010 | 2012  | 2013  | 2014  | 2015  | 2016  | 2017  |
| ---- | ----- | ----- | ----- | ----- | ----- | ----- |
| 1029 | ↘1026 | ↘1017 | ↗1032 | ↘1017 | ↘1006 | ↘1000 |